# Olajkút

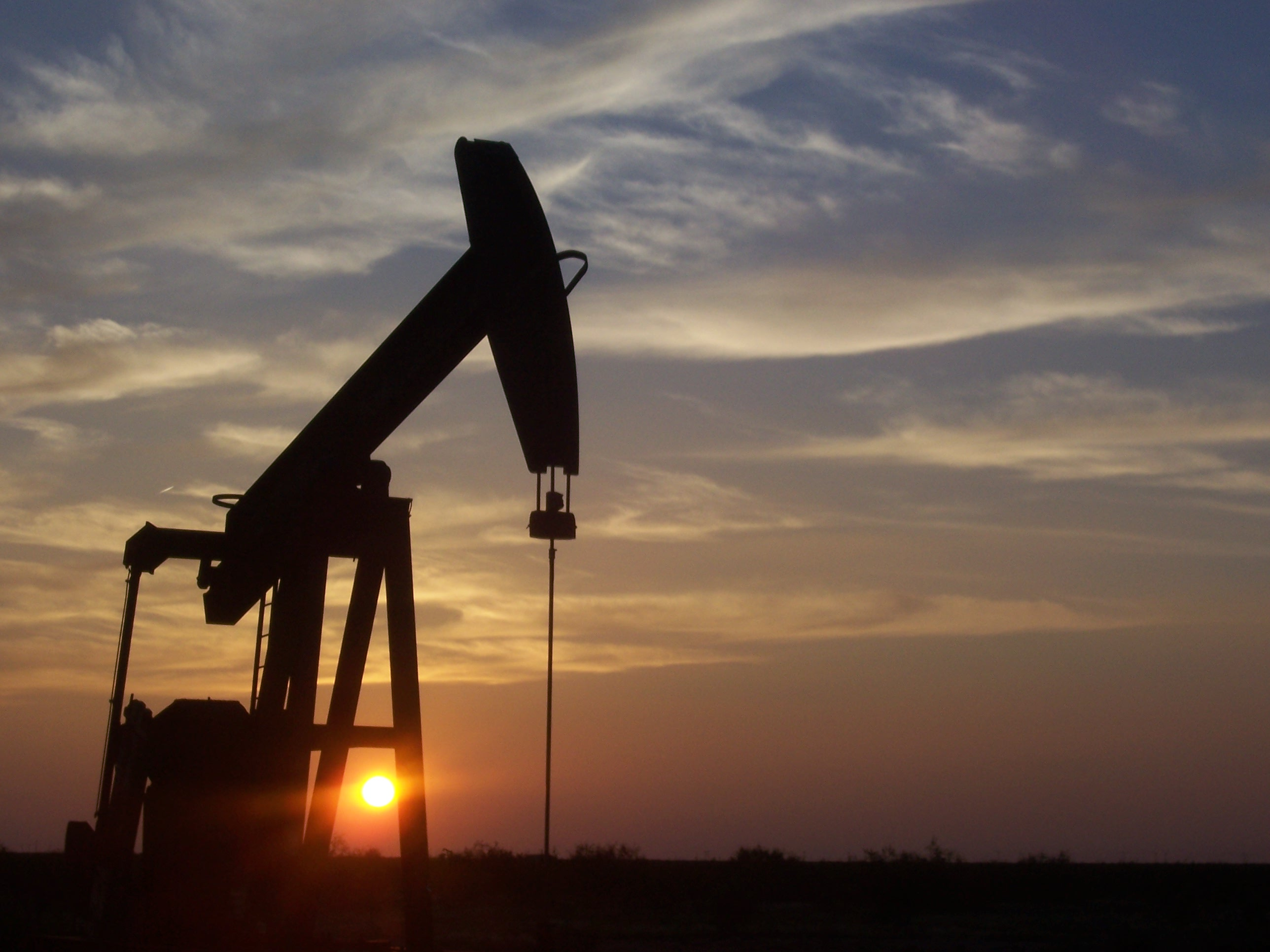
Jellegzetes texasi olajkút

Az olajkút nyers kőolaj és földgáz felszínre hozásához használt technikai berendezés.

## Története
Olajkutat már az ókori Kínában használtak. Az akkori szerkezetet bambuszból készítették. Az első olajkutat Kínában fúrták i.sz. 347-ben. 